# Catalyst (edificio)
Catalyst è un condominio di 27 piani, composto da 462 unità abitative, situato in South Church Street a Charlotte, Carolina del Nord. Il grattacielo di vetro e cemento nel quartiere Third Ward è stato progettato dagli architetti Smallwood, Reynolds, Stewart e Stewart ed è stato costruito dalla società di costruzioni Novare Group di Atlanta, giungendo al completamento nel 2009.
Tony Skillbeck, presidente del progetto di sviluppo Novare per North e South Carolina, ha affermato che il nome dell'edificio riflette il suo stato di “catalizzatore del rinnovamento e della rigenerazione del quartiere Third Ward”, ma anche di “evento catalizzatore” nelle vite di tutti coloro che acquisteranno la propria prima casa all'interno del complesso.
La cerimonia di inaugurazione ebbe luogo il 29 agosto 2007. La stessa compagnia di architetti si occupò anche della costruzione di un secondo edificio di 15 piani, 440 South Church, realizzato a fianco del Catalyst da Trinity Capital Advisors e questa volta adibito ad uffici, con una metratura totale di 33,700 m2. Anche il gruppo Novare prese parte alle prime fasi della costruzione di questo secondo edificio, il cui principale affittuario è la compagnia Ally Financial. Tuttavia, il gruppo Novare venne poi dismesso dalla propria posizione di partner operativo (sebbene mantenendo una quota negli investimenti) a causa di significativi debiti che avrebbero potuto risultare in azioni di pignoramento.
I problemi del gruppo Novare non ebbero però alcun riflesso negativo sul progetto Catalyst, che già dall'inizio si rivelò essere un notevole successo, tanto che nel settembre 2009 già 100 persone vivevano nell'edificio, e circa la metà delle unità abitative erano state vendute.
È proprio in quel periodo che Novare torna nuovamente ad occuparsi della gestione di Catalyst, questa volta per conto di un “fondo di investimenti controllato da affiliati del gruppo Lehman Brothers”.
In tempi più recenti, l'interesse degli investitori nei confronti dell'edificio non sembra essere andato perduto. C and J Catalyst, una società a responsabilità limitata gestita dall'investitore John Joyce, ha infatti acquistato l'edificio nel 2011 per un totale di 103,3 milioni di dollari, equivalenti a 223 500 $ per unità.